# Gujar Kurashvili
Gujar Kurashvili (en georgiano: გუჯარ ყურაშვილი
; nacido el 1 de junio de 1951) es un exgeneral georgiano, que participó en la guerra en Abjasia durante los años noventa y fue acusado de tramar un golpe de Estado en 1999.

## Carrera militar
Nacido en el pueblo de Khovle (distrito de Kaspi), Kurashvili ingresó al ejército soviético en 1968 y se retiró con el rango de un coronel en febrero de 1992. Ese mismo año regresó a Georgia y se unió el Ejército de Georgia, siendo nombrado comandante de una brigada de las Tropas del Ministerio de Asuntos Internos. Participó en la guerra de Abjasia (1992–1993), donde lideró el frente Gumista y fue promovido en julio de 1993, al rango de general, en reconocimiento de su éxito en defender la ciudad de Sujumi.  En septiembre de 1993,  fue uno de últimos defensores de aquella ciudad. Años después,  culpó el liderazgo político de Georgia por la pérdida de Sujumi, pero afirmó que el ejército aun era capaz de defender Ochamchire y Gali, las que sin embargo, los comandantes militares georgianos huyeron sin oponer resistencia alguna.
A mediados de los años noventa,  ejerció como viceministro de Defensa y comandante de Fuerzas Armadas Terrestres de Georgia. En mayo de 1998, estuvo implicado nuevamente en Abjasia, durante la guerra de Abjasia de 1998 en distrito de Gali. En posteriores entrevistas, Kurashvili culpó a los oficiales de defensa en el entonces gobierno de Shevardnadze por abandonar a los primeros guerrilleros georgianos durante los combates.

## Arresto y juicio
Entre el 22 y el 24 de mayo de 1999, Kurashvili y otros 9 individuos fueron detenidos y acusados de tramar un intento de asesinato hacia el presidente de Georgia Eduard Shevardnadze y tomar el control del país. La juicio dio comienzo en la Corte Suprema de Georgia en abril de 2001. Las autoridades de Georgia afirmaron que el exministro de Seguridad, Igor Giorgadze, debía ser capturado por estar involucrado en un fallido intento de homicidio contra Shevardnadze, estando detrás del incidente. El mismo Shevardnadze declaró que el intento de golpe de Estado fue planeado por Rusia, para frustrar el acercamiento de Georgia con Occidente y pretendía eliminar el liderazgo total del país.
En noviembre de 2001, Kurashvili y los exmiembros de la unidad especial Alfa del Ministerio de Seguridad Nacional, Archil Panjikidze y Kakhaber Kantaria, fueron declarados culpables de planear el derrocamiento del orden constitucional y cada uno fue condenado a tres años en prisión. Kurashvili negó la participación, afirmando que los cargos fueron inventados para deshacerse de los testigos de las "equivocaciones traicioneras" del gobierno georgiano, durante el conflicto de Abjasia. En 2002, Kurashvili fue indultado por Shevardnadze.
Kurashvili, Panjikidze, y Kantaria apelaron ante el Tribunal Europeo de Derechos humanos, que dictaminó, el 27 de octubre de 2009, que Georgia había incumplido el Artículo 6 de la Convención Europea en Derechos humanos (derecho a un juicio justo) e impuso que el estado de Georgia debía pagar 2.000 euros a los tres hombres por concepto de daño inmaterial.